# Листопад (филм)
Вижте пояснителната страница за други значения на Листопад.
„Листопад“ (на грузински: გიორგობისთვე) е грузински съветски филм от 1966 година, драма на режисьора Отар Йоселиани по сценарий на Амиран Чичинадзе.
В центъра на сюжета е праволинеен младеж, който започва работа в държавна винарска изба и се сблъсква с безотговорното отношение към работата и корупцията в предприятието. Главните роли се изпълняват от Рамаз Гиоргобиани, Гоги Харабадзе, Марина Карцивадзе.
„Листопад“ получава наградата за дебютен филм и наградата на ФИПРЕСИ на Фестивала в Кан.